# Barsbolad Khan
Barsbolad Khan hay Barsbolad Jinong Khan (tiếng Mông Cổ: Барсболд жонон хаан, chuyển tự: Barsbold Jonon Khaan, 1490-1531), là một Khả hãn của nhà Bắc Nguyên tại Mông Cổ, trị vì từ năm 1517 đến năm 1519. Sau khi thoái vị, ông trở lại làm jinong đến khi qua đời.

## Trị vì
Barsbolad Jinong là con trai thứ ba của Dayan Khan, người đã chỉ định cháu trai của ông (con trai cả của con trai thứ hai của Dayan Khan), Bodi Alagh Khan làm người kế vị. Sau cái chết của Dayan Khan, Barsbolad (Basbolud) Jinong tự xưng là đại hãn, cho rằng Bodi Alagh Khan còn quá trẻ và thiếu kinh nghiệm để duy trì đế quốc Mông Cổ rộng lớn, và ông có thể tập hợp sự ủng hộ từ một số người Mông Cổ, những người lo ngại rằng sau một thế kỷ chiến đấu, sự thống nhất và thịnh vượng cuối cùng đạt được trong thời cai trị của Mandukhai và Dayan Khan sẽ bị mất và cần một nhà lãnh đạo giàu kinh nghiệm hơn để ổn định chính trị. Tuy nhiên, hơn ba năm sau, Bodi Alagh Khan đã liên minh với một người chú khác của mình, con trai thứ tư của Dayan Khan và thách đấu với Barsbolad Jinong. Tuy nhiên, cả hai bên đã đạt được thỏa hiệp để tránh đổ máu giữa những người Mông Cổ: Barsbolad Jinong sẽ thoái vị và Bodi Alagh Khan sẽ là Khả hãn mới của Mông Cổ, trong khi các con trai của ông cũng được đặt tên hãn khác nhau. Tuy nhiên, việc mất ngai vàng Đại hãn Mông Cổ là một cú sốc đối với Barsbolad Jinong và ông đã sớm qua đời sau đó. Ông là cha của Altan Khan, một trong những nhà lãnh đạo vĩ đại của Bắc Nguyên. Barsbold rất nổi tiếng với sự dũng cảm và kỹ năng quân sự đặc biệt trong các chiến dịch của cha ông chống lại người Oirat và những bộ lạc Mông Cổ đối địch khác.